# Power of Rome
Power of Rome è un film-documentario del 2022 diretto da Giovanni Troilo con Edoardo Leo.

## Storia
Film che ripercorre le tappe della nascita dell’Impero Romano, per arrivare a personaggi quali Augusto e Nerone. 
Nei vari spezzoni si vedono gli spalti del Colosseo, le armonie architettoniche della Villa Adriana; dall’angoscia di Marco Aurelio che intuisce il crollo di una civiltà al sogno di Costantino che genera l’impero del Cristianesimo, il regista ci conduce nelle meraviglie della città attraverso gli occhi e il racconto di Edoardo Leo.

## Distribuzione
È uscito nelle sale italiane il 12 settembre 2022.